# Stylonematales
Stylonematales K.M. Drew, 1956, segundo o sistema de classificação de Hwan Su Yoon et al. (2006), é o nome botânico de uma ordem de algas vermelhas unicelulares da classe Stylonematophyceae.
- Esta ordem não foi referendada no sistema de classificação sintetizado de R. E. Lee (2008).

## Táxons inferiores
Contém duas famílias:
- Phragmonemataceae Skuja  1939